# 21st Century Fox
Twenty-First Century Fox, Inc., care a făcut afaceri ca 21st Century Fox (21CF), cunoscut de asemenea simplu ca Fox, a fost un conglomerat american multinațional de mass media și divertisment cu sediul în Midtown Manhattan, New York City. A fost una din companiile formate la 28 iunie 2013, urmând unei desprinderi ale activelor de presă din fostul News Corporation ca News Corp.
21st Century Fox a fost succesorul legal al lui News Corporation ocupându-se în principal cu industriile de film și televiziune. A fost al patrulea cel mai mare conglomerat media american pe venit până la achiziția sa de către The Walt Disney Company în 2019. Cealaltă companie, News Corp, deține interesele lui Rupert Murdoch în presă și alte active media în Australia (ambele fiind deținute de el și familia sa printr-un trust de familie cu un interes de 39% interest fiecare). Murdoch a fost președinte coexecutiv, iar fii săi Lachlan Murdoch și James Murdoch au fost respectiv președinte coexecutiv și director general.
Activele lui 21st Century Fox au inclus Fox Entertainment Group—proprietarul studioului de film 20th Century Fox (eponimul parțial al companiei), Fox Broadcasting Company și acțiuni majoritare în National Geographic Partners—brațul comercial media al National Geographic Society, printre alte active. A mai avut de asemenea operațiuni semnificative în străinătate, inclusiv operatorul prominent de canale de televiziune Star India. Compania a fost clasată la nr. 109 în ediția din 2018 a listei Fortune 500 de cele mai mari companii din Statele Unite pe venit total.
Pe 27 iulie 2018, acționarii 21st Century Fox au fost de acord să vândă compania la Disney pentru 71 3 miliarde de $. Vânzarea a acoperit majoritatea activelor de divertisment ale 21CF, inclusiv 20th Century Fox, FX Networks și National Geographic Partners, printre altele. Urmând unui război de licitații cu 21CF, Sky plc (un grup media britanic din care 21CF a avut o participare în acesta) a fost cumpărat separat de Comcast, iar canalele regionale de sport Fox Sports Networks ale 21CF au fost vândute la Sinclair Broadcast Group pentru a respecta hotărârile antitrust. Ce a mai rămas, alcătuit în principal din canalele Fox și MyNetworkTV și activele 21CF de stații locale, știri și sporturi naționale, au fost desprinse într-o nouă companie numită Fox Corporation, care a început să se tranzacționeze pe 19 martie 2019. Achiziția lui Disney a 21st Century Fox a fost închisă la 20 martie al aceluiași an. După aceasta, toate activele incluse ale 21CF au fost dispersate prin diviziile lui Disney.

## Istoric
21st Century Fox a fost formată prin divizarea operațiunilor de divertisment și media ale News Corporation. Rupert Murdoch a rămas director general și acționar majoritar al noii companii, în timp ce Chase Carey a devenit președinte și director operațional. Consiliul de administrație al News Corporation a aprobat scindarea pe 24 mai 2013, iar acționarii pe 11 iunie 2013; compania a finalizat scindarea pe 28 iunie și și a început oficial tranzacționarea pe bursa NASDAQ la 1 iulie. Planurile de divizare au fost anunțate inițial pe 28 iunie 2012, iar detaliile suplimentare, precum și numele viitoarei companii au fost dezvăluite pe 3 decembrie 2012.
Murdoch a declarat că scindarea ar putea „debloca valoarea reală a ambelor companii și a activelor sale distincte care să permită investitorilor să beneficieze de oportunități strategice separate care rezultă din gestionarea mai concentrată a fiecărei divizii”. Decizia a venit și în contextul unor multiple scandaluri care au afectat reputația operațiunilor News Corporation. Scindarea a fost concepută în așa fel încât activele editoriale ale News Corporation să fie transferate la o nouă companie denumită similar News Corp, iar News Corporation să fie redenumit 21st Century Fox care a devenit succesorul său legal.
În timp ce compania a fost anunțată inițial ca Fox Group, pe 16 aprilie 2013 Murdoch a anunțat că noul nume reprezintă un mod de a sugera fixarea patrimoniului 20th Century Fox pe măsură ce grupul avansează în viitor. Sigla oficială a fost dezvăluită pe 9 mai 2013, reprezentând o versiune modernă a cunoscutelor reflectoare Fox. Cu toate acestea, marca 21st Century Fox nu se extinde și la divizia 20th Century Fox (care rămâne sub numele original).
Formarea 21st Century Fox a fost finalizată oficial pe 28 iunie 2013, iar tranzacționarea ei pe bursa NASDAQ a început pe 1 iulie 2013.

## Active
21st Century Fox deține companiile de film și televiziune ale predecesorului său, precum Fox Entertainment Group, STAR TV, 39,14% din acțiunile BSkyB, Sky Italia și 54,5% din Sky Deutschland. Operațiunile de radiodifuziune din Australia, precum Foxtel și Fox Sports Australia au rămas ca parte a News Corp Australia.